# Вудленд (Меріленд)
Вудленд (англ. Woodland) — переписна місцевість (CDP) в США, в окрузі Аллегені штату Меріленд. Населення — 91 особа (2020).

## Географія
Вудленд розташований за координатами 39°36′29″ пн. ш. 78°56′59″ зх. д. / 39.60806° пн. ш. 78.94972° зх. д. (39.608147, -78.949806).  За даними Бюро перепису населення США в 2010 році переписна місцевість мала площу 0,47 км², уся площа — суходіл.

## Демографія
Згідно з переписом 2010 року, у переписній місцевості мешкало 113 осіб у 39 домогосподарствах у складі 27 родин. Густота населення становила 240 осіб/км².  Було 44 помешкання (93/км²).
Расовий склад населення:
| - 99,1 % — білих |

До двох чи більше рас належало 0,0 %. Частка іспаномовних становила 0,9 % від усіх жителів.
За віковим діапазоном населення розподілялося таким чином: 26,5 % — особи молодші 18 років, 63,8 % — особи у віці 18—64 років, 9,7 % — особи у віці 65 років та старші. Медіана віку мешканця становила 32,5 року. На 100 осіб жіночої статі у переписній місцевості припадало 105,5 чоловіків;  на 100 жінок у віці від 18 років та старших — 112,8 чоловіків також старших 18 років.
Цивільне працевлаштоване населення становило 24 особи. Основні галузі зайнятості: науковці, спеціалісти, менеджери — 100,0 %.